# Elos Medtech
Elos Medtech AB, tidigare AB Westergyllen och Elos AB, är ett svenskt medicinskt teknikföretag med säte i Göteborg, som forskar om och utvecklar produkter och medicintekniska komponenter för dentala och ortopediska implantat. Företaget har i Sverige produktionsanläggningar bl.a i Skara och Timmersdala. Verksamheten bedrivs även i Danmark, Kina och USA.
Elos Medtech AB:s aktie var noterad på Stockholmsbörsens Mid Cap-lista. Bolagets ansökan om avnotering godkändes med sista handelsdag den 19 december 2023.